# Enceliopsis covillei
Enceliopsis covillei là một loài thực vật có hoa trong họ Cúc. Loài này được (A.Nelson) S.F.Blake mô tả khoa học đầu tiên năm 1931.